# Calescibacterota
Calescibacterota o Calescamantes es un filo candidato de bacterias recientemente propuesto, previamente conocido como EM19. Se han identificado en los manantiales del Great Boiling Spring Park, del parque nacional de Yellowstone y en otros manantiales geotermales terrestres. Incluye organismos aerobios y quimioorganoheterotrofos con fosforilación oxidativa mediante ATPasa bacteriana de tipo F. Además, son anaerobios facultativos que pueden utilizar fuentes de nitrógeno oxidado como aceptor de electrones para respirar en ausencia de oxígeno y proteínas como fuente primaria de carbono. Los análisis genéticos sugiere que son diferentes de los funcionalmente similares Aquificota y que constituyen una ramificación temprana del dominio Bacteria. Calescamantes está relacionado con el también filo candidato Hydrothermota.